# Bruno Fecteau
Pour les articles homonymes, voir Fecteau.
Bruno Fecteau (né le 16 janvier 1959, à Rimouski - mort le 8 janvier 2011,,) est un professeur québécois de musique, surtout connu comme pianiste, compositeur, orchestrateur et arrangeur attitré de Gilles Vigneault de 1994 à 2010.

## Biographie
Né en 1959 à Rimouski, Bruno Fecteau y commence ses premières études musicales auprès des religieuses du Saint-Rosaire. Il complète ses études à Québec, au Conservatoire de musique. Il y obtient les prix d’harmonie, de contrepoint, de fugue et de composition sous la gouverne de Pierre Genest, Pierre Normandin, Armando Santiago et du regretté Clermont Pépin, entre autres.
Depuis sa sortie du Conservatoire, il s’est consacré à la chanson, devenant notamment, depuis 1994, le pianiste, compositeur, orchestrateur et arrangeur attitré de Gilles Vigneault, jusqu'au printemps 2010. En 2009, ils font créer ensemble à Québec, au Festival des musiques sacrées (en formation réduite, à l'église Saint-Roch), et au Palais Montcalm avec chœur et orchestre, leur œuvre majeure, leur Grand-Messe (en innu, en latin et en français),,.
Comme compositeur, orchestrateur, arrangeur, il contribue à la réalisation de nombreux albums, dont : 
- Lever du jour, de Paule-Andrée Cassidy, qui a reçu le Grand Prix de l’Académie Charles-Cros
- Si on voulait danser sur ma musique, de Gilles Vigneault, qui est en nomination au gala de l’ADISQ de 2006
- Grand-Messe, de Gilles Vigneault et Bruno Fecteau (2008)

Il se joint, depuis l’été 2006, à l’équipe du Conservatoire de musique de Québec à titre de professeur de fugue, succédant en ce domaine à Pierre Genest, jadis son professeur.
Le 8 janvier 2011, il meurt d'un malaise cardiaque, à 51 ans, alors qu’il est sur le chemin du retour, après un concert des Charbonniers de l’Enfer. Il était le compagnon de la chanteuse Paule-Andrée Cassidy, et le père de leur fils de 3 ans, Pierre.

## Honneurs
- 2009 : Lauréat du Soleil, de la radio et télévision de Radio-Canada à Québec, semaine du 11 janvier 2009[1]